# Leif Segerstam
Leif Segerstam (finès: Leif Selim Segerstam)  (Vaasa, 2 de març de 1944 - Hèlsinki, 9 d'octubre de 2024) va ser un compositor i director d'orquestra finlandès.

## Biografia
Segerstam va estudiar del 1952 al 1963 a la Sibelius Academy de Hèlsinki i fins al 1965 a la Juilliard School de la ciutat de Nova York amb Louis Persinger, Hall Overton i Vincent Persichetti. Fins al 1968 va ser director de l'Òpera Nacional Finlandesa de Hèlsinki, després de l'Òpera d'Estocolm. El 1973 va treballar a la Deutsche Oper Berlin i després es va convertir en director de l'Òpera de Hèlsinki.
Com a director en cap, Segerstam va dirigir l'Orquestra Simfònica de la Ràdio de Viena de 1975 a 1982, l'Orquestra Simfònica de Ràdio Finlàndia de 1977 a 1987, i de 1983 a 1989 va ser director general de la Filharmònica Estatal de Renània-Palatinat. De 1988 a 1995 va ser director titular de l'Orquestra Simfònica de la Ràdio de Dinamarca, de 1995 a 2007 com a director titular de l'Orquestra Filharmònica de Hèlsinki i de 2012 a 2019 de l'Orquestra Filharmònica de Turku. També va ser director convidat a nombrosos teatres d'òpera reconeguts, per exemple a l'Òpera Metropolitana, La Scala, a la Royal Opera House, al Teatro Colón, a l'Òpera de l'Estat de Viena a la Hamburgische Staatsoper, al Teatre Nacional de Múnic, l'Òpera de Colònia i al Festival de Salzburg.
A més de l'òpera clàssica i la literatura de concerts, el seu repertori incloïa tota la música escandinava, des de Niels Gade fins a Magnus Lindberg, així com el romanticisme alemany-austríac primerenc i tardà i els compositors dels Estats Units d'Amèrica. Com a compositor, Segerstam va crear 349 simfonies i nombrosos concerts. El 1999 va ser guardonat amb el Premi de Música del Consell Nòrdic.
Amb l'Orquestra Filharmònica de Hèlsinki, que es va ampliar a 140 músics, Segerstam va gravar una selecció de les obres clàssiques més importants del segle xx, per exemple de Serguei Prokófiev i Dmitri Xostakóvitx, no només amb instruments corrents, sinó amb l'ajuda de pedres, cadenes, plaques d'acer, sirenes, encluses i canons. Els enregistraments de 16 peces van ser publicats en CD per Ondine Records el 1997 sota el títol Earquake - The Classic Celebrates its Big Bang. Com a gag promocional, la primera edició del CD va venir amb dos taps grocs per a les orelles.
Segerstam va ensenyar com a professor de direcció a l'Acadèmia Sibelius de Hèlsinki de 1997 a 2013.